# Дубл скул
Дубл скул (или 2х) је назив који се користи за веслачку дисциплину а односи се на посаду веслачког чамца са два веслача и два пара весала. Сваки веслач користи пар весала, по једно у свакој руци.
Чамци регате на мирним водама су пловила издуженог, уског трупа, често полукружног у пресеку а у сврху бољих хидродинамичких карактеристика чамца. На крају трупа пловила налази се крилце које спречава да се чамац неконтролирано љуља по тежишту те помаже у држању правца кретања. Иако су изворно израђивани од дрвета, сви модерни чамци за веслање на мирним водама се израђују од композитних материјала од више слојева различитих материјала (обично угљеничних влакана ојачаних пластиком) који имају предност у чврстоћи и тежини у односу на дрвене. Везови и „виљушке“ за весла омогућују при веслању равномерно распоређивање напрезања на свакој страни трупа чамца.
Дубл скул је једна од дисциплина у веслању која је призната од Међународне веслачке федерације (ФИСА) и Међународног олимпијског комитета (МОК).
Због начина на који се весла и распоређености напрезања на трупу чамца дубл скул је у принципу бржи од осталих двојаца, то јест двојца без и двојца са кормиларом.
Четверац скул је дисциплина по дизајну чамца и начину веслања слична дубл скулу само што четверац има четворицу веслача.

## Карактеристике
- Дужина чамца — 10 метара
- Ширина чамца — 35 до 45 цм
- Тежина чамца — минимум 27 кг
- На ЛОИ:

мушкарци — 1904. и 1920. до данас
жене — од 1976. до данас
- На СП

мушкарци од првог СП 1962.
жене од 1974.
На ЕП
мушкарци од 1898.
жене 1954.
- Светски рекорди: стање (јул 2013)

Мушкарци — 6:03,25 (17. јун 2006. Познањ)
Француска: Jean-Baptiste Macquet, Adrien Hardy
Жене — 6:38,78 (21. септембар 2002. Севиља)
Нови Зеланд: Џорџина Еверс-Свиндел, Керолин Еверс-Свиндел